# Hermann Kanzler
Hermann Kanzler (Weingarten, 28 marzo 1822 – Roma, 6 gennaio 1888) è stato un generale tedesco, noto per essere stato dal 1865 Pro-Ministro delle Armi e Comandante generale dell'esercito dello Stato Pontificio al tempo della presa di Roma del 1870.

## Biografia

### L'esperienza in Germania
Kanzler nacque nel 1822 da Max Anton, un impiegato dell'amministrazione fiscale del Granducato di Baden. Più tardi la famiglia si trasferì a Bruchsal, dove il ragazzo trascorse la sua giovinezza. Cominciò il suo servizio come tenente nel corpo dei Dragoni a Karlsruhe, dopodiché, vista la sua marcata militanza cattolica, entrò nelle file dell'esercito pontificio. Nel dicembre 1843 rassegnò definitivamente le sue dimissioni dall'esercito granducale.

### Nell'esercito pontificio
Kanzler entrò nell'esercito del Papa nel 1845 col grado di capitano; combatté nel 1848 contro l'Impero austriaco nel corso della I guerra d'indipendenza e nel 1859 fu nominato colonnello del primo reggimento dell'esercito pontificio; in seguito, l'anno successivo, fu promosso generale dall'allora comandante in capo Lamoricière, in riconoscimento delle sue audaci azioni a Pesaro ed Ancona contro l'esercito piemontese nel corso della II guerra d'indipendenza. Nell'ottobre del 1865 divenne comandante supremo delle forze armate pontificie e proministro delle armi. Il 3 novembre 1867 comandò l'esercito papale a Mentana e sovrintese alla difesa di Roma nel settembre del 1870.

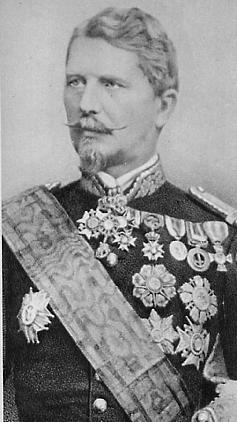
Kanzler, generale dell'Esercito Pontificio.

### Dopo il 1870
Dopo la fine dello Stato Pontificio e del potere temporale del Papa, Kanzler continuò ad essere nominalmente proministro fino al 1888 e rimase ad esercitare le sue funzioni di comandante in capo delle truppe e le armi papali, anche se solo simbolicamente.
Al generale fu conferito anche il titolo nobiliare di barone von Kanzler. Sposò una donna dell'antica famiglia comitale romana dei Vannutelli, che di lì a poco avrebbe dato alla Chiesa due cardinali. Fu a lungo nel consiglio del Campo Santo Teutonico e fu amico del direttore dell'ente, Anton de Waal. Il figlio di Kanzler, il barone Rudolf von Kanzler (nato il 7 maggio 1864) fu l'archeologo capo della Santa Sede e, fin dal 1896, fu membro della Pontificia Commissione di Archeologia Sacra; considerato il "più abile conoscitore della topografia di Roma antica", ebbe una parte di primo piano negli scavi effettuati sotto la Basilica di San Pietro e nelle catacombe.
Hermann Kanzler oggi riposa nella cappella Kanzler, alla base della Rupe Caracciolo di fronte al settore 4 del Cimitero del Verano di Roma, appena giù dai gradini di sinistra in uscita dal quadriportico. La cappella che, a causa dell'estinzione della famiglia, si trovava in condizioni di totale abbandono è stata fatta ripulire, in collaborazione con il Direttore dei Cimiteri capitolini, dal "Comitato Subiaco 1867" in occasione del 150º anniversario della battaglia di Mentana, sua principale vittoria. Il gen. Kanzler è sepolto insieme alla moglie Laura dei conti Vannutelli, al figlio Rodolfo, archeologo e musicista, con la moglie Giulia dei marchesi Vitelleschi, ed al nipote Angelo (Roma, 21 febbraio 1895 - 12 agosto 1916), sottotenente del Regio Esercito durante la prima guerra mondiale, morto in prigionia durante il conflitto.